# ألكسندر فاسيتش (كرة سلة)
ألكسندر فاسيتش مواليد 17 يونيو 1987 في فاليفو، جمهورية صربيا الاشتراكية، جمهورية يوغوسلافيا الاشتراكية الاتحادية، هو لاعب كرة سلة صربي. بدأ مسيرته الاحترافية في سنة 2008. يلعب في الدوري الصربي لكرة السلة. يحمل الرقم 11. لعب مع كاربوش سوكولي في الدوري الأدرياتيكي.

## روابط خارجية
- ألكسندر فاسيتش على موقع كرة السلة الأوروبية.كوم (الإنجليزية)
- ألكسندر فاسيتش على موقع ريلجم (الإنجليزية)
- ألكسندر فاسيتش على موقع بروبوليرز (الإنجليزية)